# Neo Turf Masters
Neo Turf Masters, conosciuto in Giappone come Big Tournament Golf (ビッグトーナメントゴルフ?, Biggu Tōnamento Gorufu), è un videogioco arcade di golf del 1996 per il Neo Geo, sviluppato da Nazca Corporation e pubblicato da SNK.
Venne convertito nello stesso anno per la console Neo Geo CD e, tre anni dopo, per la portatile Neo Geo Pocket Color. Quest'ultima versione è prodotta da Saurus, la quale presenta una grafica cartonesca e meno dettagliata rispetto all'originale Neo Geo, che invece aveva sprite parzialmente digitalizzati e arte realistica.

## Modalità di gioco
Neo Turf Masters adotta un approccio semplificato al colpo ed è presentato in una prospettiva mista. La prospettiva pre-colpo è una visuale standard in terza persona, appena dietro il golfista, ma una volta colpita la palla, la visuale passa a una prospettiva dall'alto per seguire la palla in volo. 
A differenza di molti giochi golfistici dell'epoca che utilizzavano un sistema di swing a due clic per determinare l'hook o lo slice della palla, Neo Turf Masters utilizza un singolo clic per la potenza del colpo e un secondo per l'altezza del colpo; hook e slice vengono selezionati con i pulsanti B e C prima di effettuare il colpo. Questo rende il gioco molto più facile da imparare e giocare rispetto ai suoi contemporanei più impegnativi dal punto di vista tecnico, ma compensa questa minore difficoltà con tracciati diabolici (anche se un po' irrealistici) e vento altamente variabile. Inoltre, il titolo specifica la distanza massima del putter in yard, ma misura la distanza sul green in metri.
All'inizio della partita, è obbligatorio per il giocatore scegliere il torneo di golf con diciotto buche a cui preferisce partecipare. I tornei si svolgono in Germania, negli Stati Uniti d'America, in Giappone o in Australia. Ogni buca proposta ha un diverso numero di par. Per ottenere un birdie o un eagle è necessario lanciare la pallina verso il green con meno stroke possibili, dopodiché, una volta al green, cercare di mandarla dentro la buca al primo tentativo. Il giocatore potrebbe venire penalizzato in due modi: quando la pallina finisce dentro l'acqua o fuori dal campo o ottenendo un triple bogey, e in quest'ultimo caso dovrà rinunciare alla buca.
Nel corso del torneo, il giocatore può avere l'opportunità di guadagnare una buca bonus affrontando un contest. Questo contest potrebbe consistere nel colpire la pallina il più vicino possibile alla bandierina durante il colpo d'inizio, oppure, sempre con il colpo d'inizio di mandare la pallina il più lontano possibile.
Infine, la versione Neo Geo CD aggiunge due esclusive modalità, ovvero "Handicap", in cui l'handicap del giocatore parte da 36, e "Grand Slam", ove si gioca il campo due volte, una per le qualificazioni e il secondo giorno per il torneo vero e proprio.

### Personaggi
In Neo Turf Masters si può giocare nei panni di uno dei sei golfisti. Ognuno di essi possiede un insieme di abilità uniche che influenzano la capacità del giocatore di effettuare determinati tipi di colpi. Nella modalità multigiocatore entrambi i giocatori hanno la possibilità di optare lo stesso golfista.
| Nome             | Naz.                   | Caratteristica | Drive | Precisione | Tecnica | Recupero | Putt  |
| ---------------- | ---------------------- | -------------- | ----- | ---------- | ------- | -------- | ----- |
| George Spinner   | Stati Uniti (bandiera) | Young Hero     | •••   | •••        | •••     | •••      | •••   |
| Thomas Stewart   | Regno Unito (bandiera) | Technician     | ••    | ••••       | •••••   | ••••     | •••   |
| Frank Adams      | Australia (bandiera)   | Veteran        | •     | ••         | ••••    | •••••    | ••    |
| Robert Landolt   | Germania (bandiera)    | Shot Maker     | ••••  | •••••      | ••      | ••       | ••••  |
| Fernand Almeida  | Brasile (bandiera)     | Power Golfer   | ••••• | •          | •       | •        | •     |
| Toyoshige Takeno | Giappone (bandiera)    | Putt Master    | •••   | ••         | ••••    | ••       | ••••• |

## Accoglienza
In Giappone, la rivista Game Machine elencò Neo Turf Masters nel numero del 15 marzo 1996 come la dodicesima unità arcade di maggior successo del mese.